# Jan Björkman
Jan Inge Björkman, född 15 augusti 1950 i Kyrkhults församling i Blekinge län, är en svensk politiker (socialdemokrat). Han var ordinarie riksdagsledamot 1988–2010, invald för Blekinge läns valkrets. Björkman var utbildningsutskottets ordförande 1995–2006 och riksdagens förste vice talman 2006–2010.
I riksdagen var Björkman framför allt varit aktiv i utbildningsutskottet, som suppleant 1988–1992, som ledamot 1992–1995 och som utskottets ordförande 1995–2006. Han har även varit suppleant i finansutskottet, konstitutionsutskottet och Riksdagens revisorer.
Han är till yrket studieombudsman. Jan Björkman är far till Chris One som är en elektronisk musik-producent.[källa behövs]